# Piratini
Piratini egy község (município) Brazíliában, Rio Grande do Sul államban. 2022-ben népességét 17 504 főre becsülték. Főként a farroupilha-felkelés eseményeiről ismert; itt volt a forradalmárok által kikiáltott Rio Grande-i Köztársaság első fővárosa.

## Története
Neve tupi–guarani eredetű, jelentése „hangos halak”. Eredetileg az itt áthaladó folyót nevezték így, majd a kialakuló település (és község) is felvette az elnevezést. A 18. század végén I. Mária portugál királynő három leuga földet adott José Antônio Alvesnek a Piratini folyónál királyi földadományként (sesmaria), majd 1789-ben a brazil alkirály parancsára ezt 48 telekre osztották és azori portugál házaspároknak adományozták azzal a feltétellel, hogy ott éljenek és dolgozzanak. Kápolnájukat a Fogantatás Boldogasszonyának szentelték (Nossa Senhora da Conceição de Piratini), és ma is ő a község védőszentje. 1810-ben plébánia rangjára emelték és São Pedro do Rio Grande kerületévé nyilvánították. 1830-ban függetlenedett és 1832-ben önálló községgé szerveződött.
Az 1835 és 1845 közötti, a térség nagyobb autonómiáját és a császárság föderalizációját követelő farroupilha-lázadás idején nevezetes események zajlottak a településen. 1835. október 8-án a lázadók elfoglalták a várost. 1836. szeptember 10-én Seivalnál (ma Candiota község része) legyőzték a császári hadsereget és kikiáltották a Rio Grande-i Köztársaságot. 1836. november 5-én Piratini városi tanácsa csatlakozott a Köztársasághoz, november 6-án szervezték meg az új köztársaság első kormányát, november 10-én pedig Piratini nagyvárosi (cidade) rangot kapott és kinevezték az új köztársaság fővárosának. 1845-ben, a forradalom leverése után visszaminősítették a kisváros (vila) kategóriába.
Az 1923-as forradalomban a José Antônio Neto által vezetett lázadók elfoglalták a községközpontot. 1926-ban villamosították.

## Leírása
Székhelye Piratini, további kerületei Segundo Distrito, Terceiro Distrito, Quarto Distrito, Quinto Distrito. A községközpont az állami fővárostól légvonalban 240 kilométerre, 345 méter tengerszint feletti magasságon fekszik. Nedves szubtrópusi éghajlat jellemzi, az éves átlaghőmérséklet 15 ºC, a csapadék 1315 mm. Agrárközség, gazdasági tevékenységét a szójatermesztés, szarvasmarha- és juhtenyésztés jellemzi.
Kultúrája, emlékművei a farroupilha-felkeléshez és a Mária-tisztelethez kapcsolódnak: lovas gaúcho felvonulások és katolikus körmenetek. Megtalálhatóak azok az épületek, amelyekben a lázadó kormány palotája és a hadügyminisztériuma volt, az utóbbiban múzeumot rendeztek be. Itt található az az épület is, ahol a hős Giuseppe Garibaldi (portugálosítva José Garibaldi) lakott; a Praça da República Rio-grandense téren pedig egy művészien megmunkált gránit obeliszk áll a Köztársasági Kormány elnökének, Bento Gonçalvesnek bronzszobrával. Mindezek mellett említést érdemel a Nossa Senhora da Conceição plébániatemplom.
Piratini híres szülöttei Manoel Lucas de Lima (1815–1883) tábornok, aki a farroupilha-felkelésben, a La Plata-i háborúban és a paraguayi háborúban is harcolt; Luiz Alves Pereira (1836–1907) tábornok, a paraguayi háború hőse; Joaquim Vieira da Cunha (1837–1903) bíró és tartományi alelnök.